# Biuro
Uždaroji akcinė bendrovė Biuro ist das größte (nach Mitarbeiterzahl) Zeitarbeit- und Personalauswahl-Unternehmen in Litauen, Mitglied von Starjobs.net. Es beschäftigt über 2.200 Mitarbeiter (2016). 2013 erzielte es den Umsatz von 8,74 Mio. Litas. Es gibt Abteilungen in Vilnius, Kaunas, Klaipėda, Šiauliai, Panevėžys, Utena, Plungė und Šilutė.

## Geschichte
Im Jahr 2004 wurde die UAB „Starjobs“ registriert. Seit 2010 bietet es Dienstleistungen der Rekrutierung und Personalauswahl. 2012 wurde es zu „Biuro“. Das Unternehmen gehört dem Mutterunternehmen in Finnland.